# 苯丙氨酯
苯丙氨酯（英語：Phenprobamate）是一种作用于中枢的骨骼肌松弛剂，具有额外的镇静和抗惊厥作用。过量使用类似于巴比妥类药物。其作用机制可能与甲丙氨酯相似。苯丙氨酯已作为抗焦虑药用于人类，有时仍用做全身麻醉和治疗肌肉抽筋和痉挛。苯丙氨酯仍在一些欧洲国家使用，但已普遍被更新的药物所取代。苯丙氨酯通过氨基甲酸酯基团的氧化降解和苯环的邻位羟基化而代谢，并通过肾脏从尿液中排出。
剂量范围为400至800毫克，每天最多3次。

## 延申阅读
- Tasdemir HA, Yildiran A, Islek I, Sancak R, Dilber C. . Nephrology, Dialysis, Transplantation. May 2002, 17 (5): 941. PMID 11981094. doi:10.1093/ndt/17.5.941 .